# 에이든 (가수)
에이든(1994년 9월 18일 ~ )은 대한민국의 가수다. 2020년 싱글 앨범 [우주를 내게]로 데뷔했다.

## 방송
- 소울스타 (2021) - 3위
- 2023 베일드 오디션 (2023) - 6위

## 음반
- 우주를 내게 (2020)
- Blind (feat.BKP) (2022)

## 공연
- 2021청춘브랜딩페스티벌 (2021)

## 기타
- 임아펠 <OBSESSION> (2023) - 피처링/작곡